# Китинг, Пол
Пол Джон Китинг (англ. Paul John Keating, род. 18 января 1944) — австралийский политический деятель, 24-й премьер-министр Австралии, министр финансов в правительстве Роберта Хоука.

## Ранние годы
Китинг родился и вырос в Бенкстауне, рабочем пригороде Сиднея. Он был одним из четырёх детей Мэтью Китинга, профсоюзного представителя ирландских католиков, и его жены Минни. Китинг получил образование в католических школах. Уже в 15 лет Пол участвовал в одном из профсоюзов Нового Южного Уэльса. Он вступил в Лейбористскую партию, как только законодательство позволило ему это сделать. В 1966 году он стал президентом Совета Юных лейбористов.

## Приход в политику
Китинг начал развивать отношения с бывшим премьер-министром Нового Южного Уэльса Джеком Ленгом. Воспользовавшись его широкими связями, Китинг получил место в Палате представителей по результатам федеральных выборов 1969 года, когда ему было 25 лет.
Китинг в течение длительного времени был рядовым членом партии во времена управления Витлема (декабрь 1972 — ноябрь 1975 г.г.), временно был министром по вопросам Северной территории в октябре 1975 года, но потерял пост после отставки Витлема 11 ноября 1975 года. После поражения лейбористов на федеральных выборах 1975 года Китинг стал ведущим членом оппозиции; в 1981 году он стал лидером ячейки партии в Новом Южном Уэльсе. Он был страстным оратором, а также сторонником агрессивных дебатов, особенно во время выступлений с оппозиционной трибуны.

## Министр финансов (1983—1991)
После победы Лейбористской партии на федеральных выборах 1983 года Китинг был назначен на пост министра финансов в правительстве Джона Говарда, который он занимал до 1991 года. Китинг поддерживал финансовую политику Говарда и смог найти средства для значительного уменьшения дефицита бюджета, который оставило предыдущее либеральное правительство.
Китинг был одной из движущих сил микроэкономической реформы, которую проводил кабинет Хоука. Правительство Хоука — Китинга (1983—1996) имело целью введение в оборот и стабилизацию национальной валюты, сокращение тарифной ставки на импорт, реформирование налоговой системы, отмену государственного контроля банковской системы.
Срок пребывания Китинга на посту министра финансов ознаменовался критикой, которая была вызвана, главным образом, высокими тарифными ставками, а также кризисом 1990 года.
В 1988 году начал обсуждаться вопрос передачи лидерства в партии от Хоука к Китингу. Два политика достигли согласия — Хоук пообещал уступить место лидера в пользу Китинга после выборов 1990 года. Вместе с тем в июне 1991 года Хоук сказал, что не планировал изменять своему слову, но Китинг публично высказывал свою нелояльность к действующему премьер-министру и, кроме того, был менее популярным, чем Хоук. Тогда Китинг поднял вопрос о лидерстве, но проиграл выборы, набрав 44 голоса против 66 за Хоука, но остался на посту министра финансов.
Вскоре — в декабре 1991 года — Китинг повторил свой вызов и на этот раз победил. В конце 1991 года экономические показатели даже не намекали на выход страны из кризиса, а уровень безработицы продолжал расти. Поэтому рейтинг Хоука стремительно падал.

## Премьер-министр (1991—1996)
Премьерство Китинга отметилось такими важными событиями, как расширение прав местного населения и укрепление культурных и экономических связей с Азией. Кроме того, был поднят вопрос об отмене дискриминации по гендерным признакам, а также сохранение самоназваний племён аборигенов. Китинг развивал двусторонние отношения с соседями Австралии и считал, что не существует более важной страны для Австралии, чем Индонезия. Одной из дальновидных законодательных инициатив Китинга стало обновление национальной пенсионной системы.
Дружба Китинга с индонезийским «диктатором» Хаджи Сухарто вызвала критику со стороны активистов[кто?] правозащитных организаций.

### Выборы 1993 и 1996 годов
В качестве премьер-министра Китинг сохранил свой агрессивный стиль ведения дебатов. На вопрос лидера оппозиции Джона Хьюсона, почему он не назначит досрочные выборы, Китинг ответил: «Потому что я хочу делать вас медленно». Он назвал Либеральную партию «разношерстной и нечестной командой», а Национальную партию — «тупицами и тупицами; отчаянными». Во время дебатов оппозиции, направленных на осуждение Китинга, он описал нападение Питера Костелло как «похожее на порку тёплым салатом». Несмотря на возобновление нападок на оппозицию и напряжённую повестку дня в законодательной сфере, многие комментаторы предсказывали, что выборы 1993 года были «невыигрышными» для лейбористов.
Во время кампании Китинг сосредоточил огромные усилия на критике предложенного Коалицией налога на товары и услуги (GST), утверждая, что он окажется «мёртвым грузом» для экономики, и заявляя, что «каждый раз, когда вы кладете руку на Карман доктора Хьюсона будет там с тобой». Ему помог Хьюсон, пытавшийся ближе к концу кампании объяснить, какие именно продукты будут облагаться налогом на товары и услуги, а какие нет. Начав кампанию с большим отставанием от Коалиции в опросах общественного мнения, 13 марта Китинг привёл лейбористов к неожиданной и рекордной пятой подряд победе на выборах, получив два места. Речь Китинга, произнесённая на праздновании победы, была названа одной из великих речей лейбористов. Речь, начинающаяся словами «Это победа истинно верующих; мужчин и женщин Австралии, которые в трудные времена сохранили веру», была описана как дающая источник вдохновения для Лейбористской партии, верной и по сей день.
Как и Хоук до него, Китинг смог извлечь выгоду из разобщённости в Либеральной партии. Через четырнадцать месяцев после мартовских выборов 1993 года Джона Хьюсона на посту лидера либералов сменил Александр Даунер, чье лидерство было быстро омрачено оплошностями и спорами в течение нескольких месяцев. Китингу обычно удавалось перехитрить Даунера в парламенте, и в начале 1995 года Даунер ушел в отставку, и его заменил Джон Говард, который ранее возглавлял либералов с 1985 по 1989 год. Говард смог придать коалиции новый импульс после того, как лейбористы потеряли место в Канберре на довыборах. В отличие от Хьюсона, Говард принял стратегию кампании «маленькой цели» на выборах 1996 года, публично обязуясь сохранить многочисленные лейбористские реформы, такие как Medicare, и разрядить проблему республики, пообещав провести конституционный съезд. Это в сочетании с нарративом о «времени перемен» привело к тяжелому поражению правительства Китинга 2 марта 1996 г., потерпев пятипроцентное колебание двух партий и потеряв 29 мест, что сделало его вторым по величине поражением в действующем правительстве в истории Австралии. Китинг объявил, что уйдет в отставку с поста лидера лейбористов и из парламента, и подал в отставку с поста премьер-министра 11 марта, через 13 лет после того, как Боб Хоук впервые вступил в должность.

## Потеря рейтинга
Первым признаком назревавшего поражения стало поражение лейбористов на дополнительных выборах 1995 года. Позже следовали поражения на выборах 1995 и 1996 годов. Либерал Говард решил построить свою избирательную кампанию на, казалось бы, лейбористских принципах: создание системы бесплатной медицины, поддержка идеи республики. Это позволило Ховарду сосредоточить свою критику на медленном выходе страны из кризиса, а также на проблемах, которые преследовали лейбористов в течение 13 лет пребывания у власти.
В марте 1996 года лейбористы потерпели поражение на федеральных выборах. Либералы получили преимущество в 29 парламентских мест. Пол Китинг ушел с поста премьер-министра.

## Вне политики
С момента выхода из парламента Китинг возглавлял несколько различных компаний, включая Международную консалтинговую компанию банковского сектора «Лазард». В 2000 году Китинг опубликовал свою первую книгу с момента ухода с поста премьер-министра — книга была посвящена внешней политике страны во время его пребывания на посту главы правительства.
В настоящее время Китинг — профессор общей политологии в Университете Нового Южного Уэльса. В 2007 году он выступил против принятия законопроекта об эвтаназии, заявив, что поддержка этого законопроекта — печальный момент для всей страны.

## Личная жизнь
В 1975 году Китинг женился на Анните ван Лерсел, голландской стюардессе. В браке у них родилось четверо детей.
Дочь Китинга Кэтрин — советник бывшего премьер-министра Нового Южного Уэльса Крейга М. Ш. Ноулза.